# Edwin Salisbury
Edwin Lyle Salisbury, ameriški veslač, * 3. maj 1910, Kalifornija, † 22. november 1986, Sacramento, Kalifornija.
Salisbury je leta 1932 na Poletnih olimpijskih igrah v Los Angelesu veslal v osmercu, ki so ga sestavljali študenti Univerze Berkeley. Ameriški čoln je osvojil zlato medaljo. 
Leta 1969 so bili člani tega osmerca sprejeti v ameriški veslaški hram slavnih. 